# Ахаскра
Аха́скра (Ахаскрах; англ. Ahascragh; ирл. Áth Eascrach, Ах-Аскрах, букв. «брод (у) эскера») — деревня в Ирландии, находится в графстве Голуэй (провинция Коннахт). Находится в 11 км к северо-западу от Баллинасло, на реке Ахаскра (Баноуэн), притоке реки Сак. Через деревню проходит региональная дорога R358.
Ахаскра — также название соответствующих избирательного округа (electoral district), общины (civil parish) и таунленда.

## Демография
Население — 221 человек (по переписи 2006 года). В 2002 году население составляло 271 человек.
Данные переписи 2006 года:
| Общие демографические показатели |               |                               |                               |      |      |
| Всё население                    | Всё население | Изменения населения 2002—2006 | Изменения населения 2002—2006 | 2006 | 2006 |
| 2002                             | 2006          | чел.                          | %                             | муж. | жен. |
| 271                              | 221           | −50                           | −18,5                         | 113  | 108  |

## История
Святым покровителем деревни является святой Куан (Cuan). Его кончина описана в Анналах четырёх мастеров в 788 году. В этих же Хрониках упоминается также битва у Ахаскраха в 1307 году между английскими войсками и кланом О'Келли.